# Anna María Aranda Riera
Anna Maria Aranda Riera (ur. 24 stycznia 1888 w Dénia zm. 14 października 1936) – hiszpańska błogosławiona Kościoła katolickiego.
Otrzymała pierwszą Komunię świętą w kaplicy Kolegium Najświętszego Serca Pana Jezusa Sióstr Karmelitanek Miłosierdzia w Dénia. W 1925 roku przeniosła się wraz z rodziną do Walencji, tam wstąpiła do Akcji Katolickiej szczególnie opiekowała się biednymi i chorymi. Zginęła w czasie trwania wojny domowej w Hiszpanii, w dniu 14 października 1936 roku. Jest jedną z ofiar antykatolickich prześladowań religijnych tego okresu.
Annę Marię Aranda Rierę beatyfikował Jan Paweł II w dniu 11 marca 2001 roku jako męczennicę zamordowaną z nienawiści do wiary (łac. odium fidei) w grupie 232 towarzyszy Józefa Aparicio Sanza.